# Shame (песня Тайриза Гибсона)
«Shame» — песня американской соул-певца и актёра Тайриза Гибсона, вышедшая 28 апреля 2015 года в качестве второго сингла с его шестого студийного альбома Black Rose. Авторами песни выступили Warryn Campbell, Tyrese D. Gibson, D.J. Rogers, Jr. , Sam Dees, Ron Kersey.
Песня получила положительные отзывы и была номинирована на две премии «Грэмми-2016» в категориях Лучшая R&B-песня и Лучшее исполнение традиционной R&B-песни
, а также на премию Soul Train Music Awards в категории «The Ashford & Simpson Songwriter’s Award».
Песня достигла позиции № 1 в чарте Billboard Adult R&B Songs в 2015 году.
Музыкальное видео продюсировал актёр Дензел Вашингтон, а режиссёром был Paul Hunter.

## Чарты

### Еженедельные чарты
| Чарт (2015)                            | Высшая позиция |
| -------------------------------------- | -------------- |
| США (Billboard Bubbling Under Hot 100) | 3              |
| США (Billboard Hot R&B/Hip-Hop Songs)  | 32             |
| США (Billboard R&B/Hip-Hop Airplay)    | 13             |
| US Adult R&B Songs (Billboard)         | 1              |